# 牙鷹洲
牙鷹洲（英語：Nga Ying Chau，亦作 Cap Island），是香港昔日的一個島嶼。
位於新界青衣島東北（填海前中間被門仔塘分隔），荃灣西南對出一帶，地區行政上屬於葵青區。

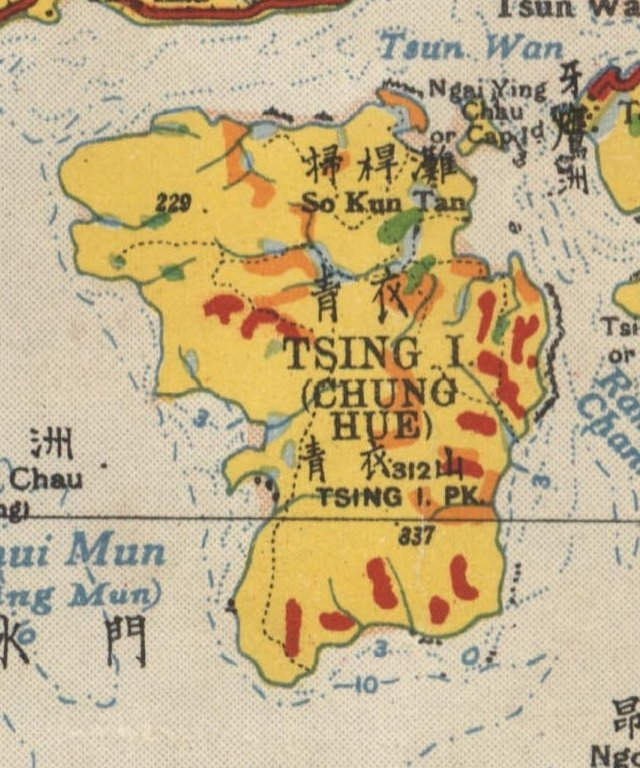
1936年的青衣島地圖

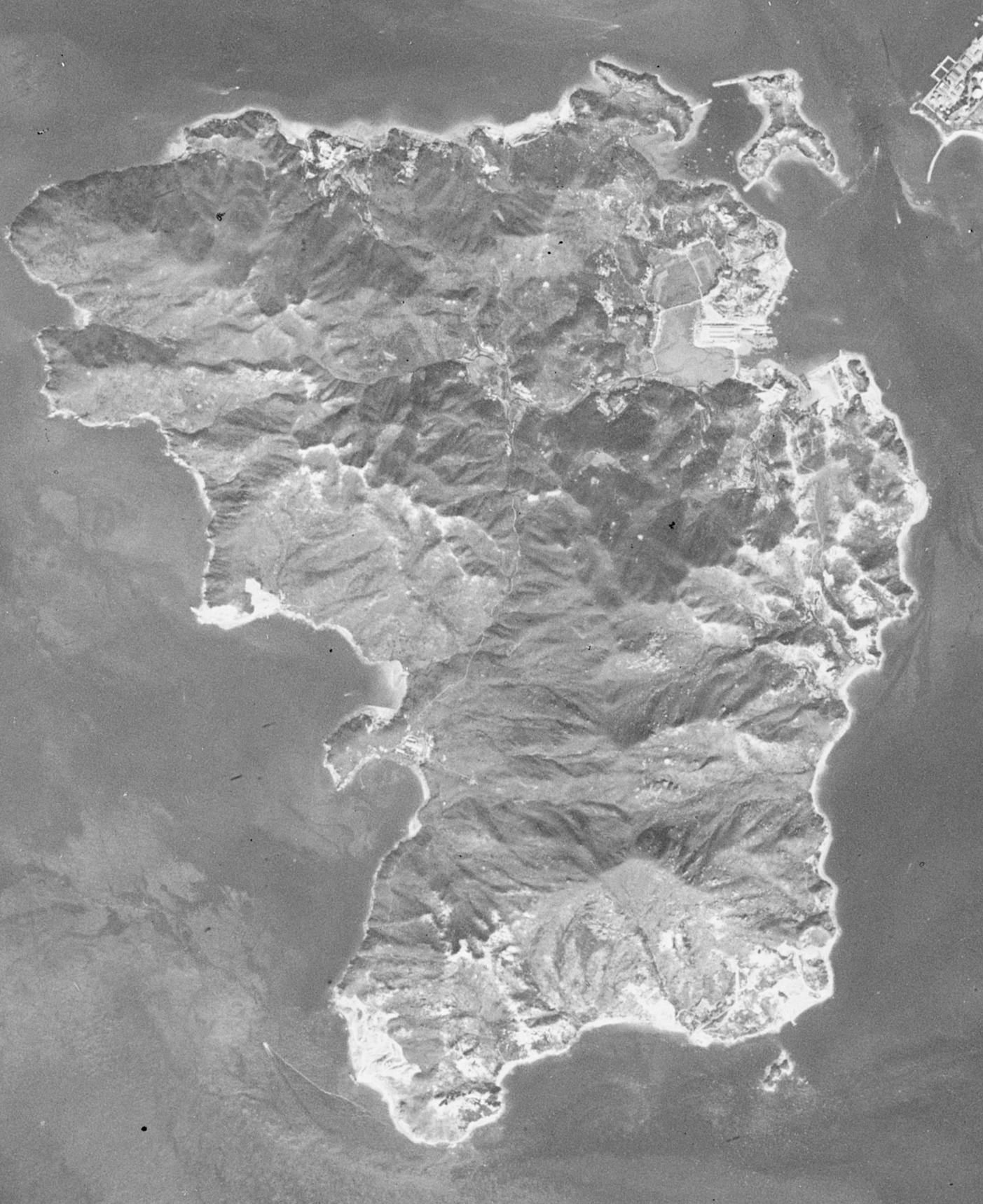
1964年的青衣島，東北方的小島即為牙鷹洲

## 歷史
島上於1960年代至1980年代曾經為華潤（已改由中國石油化工主理）油庫的所在地。島嶼在1983年發展青衣北部住宅區及青荃橋時，進行填海工程與青衣島連在一起。
現時該處已發展為私人屋苑灝景灣，以牙鷹洲命名的只剩下牙鷹洲公園和牙鷹洲街。